# Leobendorf
Leobendorf osztrák mezőváros Alsó-Ausztria Korneuburgi járásában. 2021 januárjában 4973 lakosa volt.

## Elhelyezkedése

Leobendorf a Korneuburgi járásban

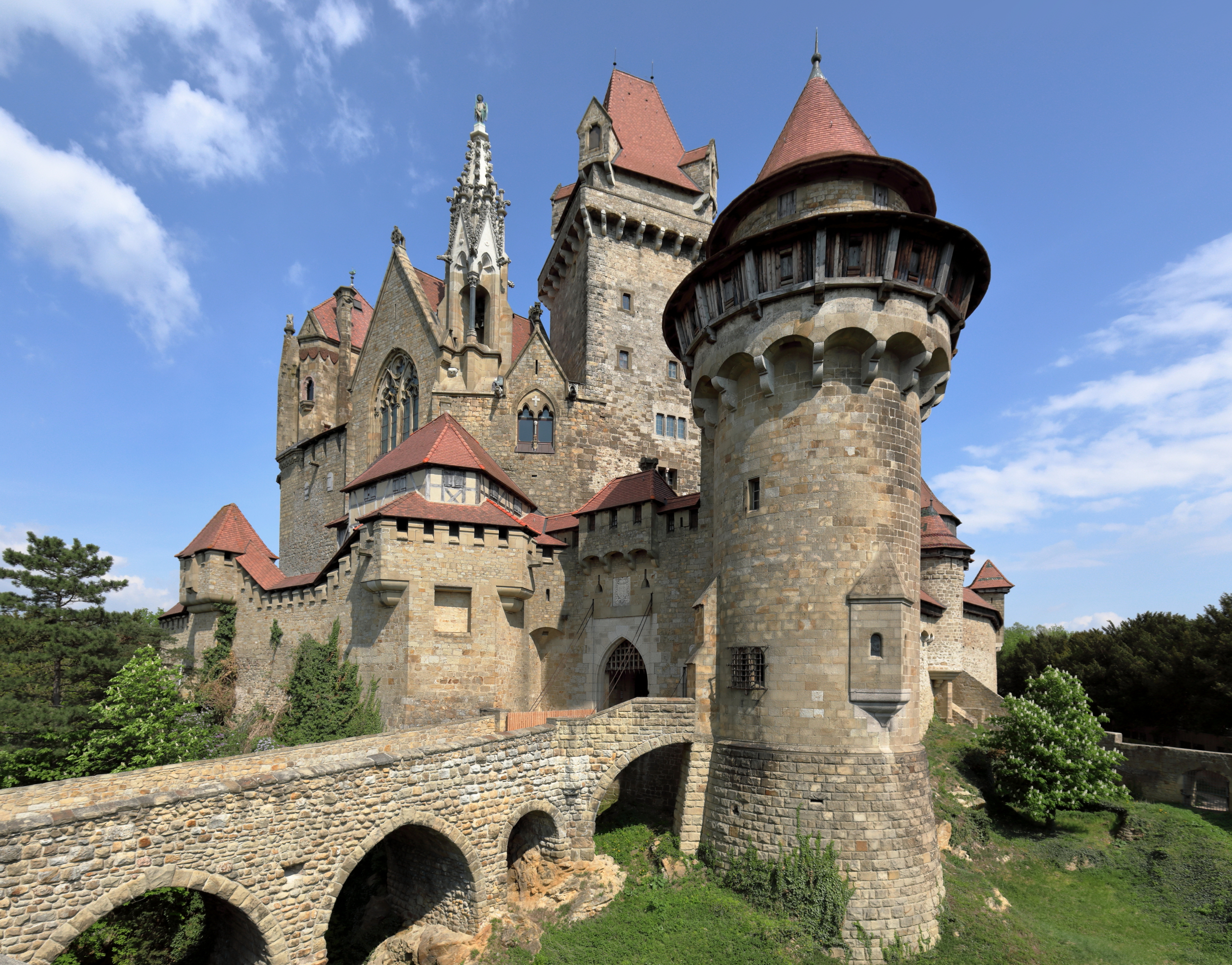
Kreuzenstein vára

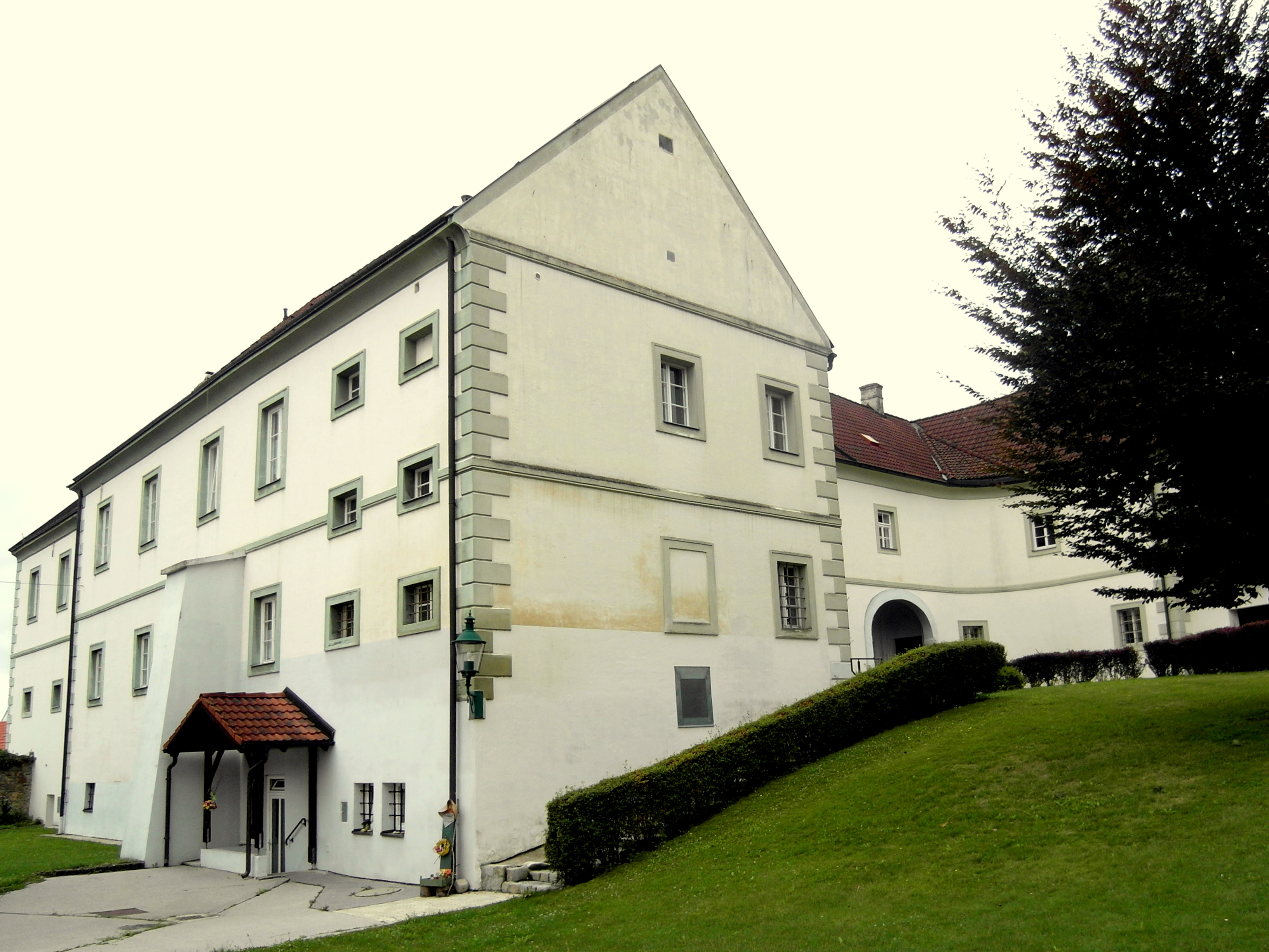
A katolikus plébánia

Leobendorf a tartomány Weinviertel régiójában fekszik Bécstől északnyugatra. Északi része a Rohrwald erdejéhez tartozik. Területének 19,8%-a erdő, 60,1% áll mezőgazdasági művelés alatt. Az önkormányzat 4 települést illetve településrészt egyesít: Leobendorf (2934 lakos 2021-ben), Oberrohrbach (815), Tresdorf (745) és Unterrohrbach (479)
A környező önkormányzatok: északra Niederhollabrunn, északkeletre Harmannsdorf, keletre Stetten és Hagenbrunn, délkeletre Bisamberg, délre Korneuburg és Klosterneuburg, délnyugatra Spillern, északnyugatra Leitzersdorf.

## Története
Unterrohrbach területén a régészek a Homo erectus 800 ezer éves kőeszközeit tárták fel. 
Leobendorfot 1142-ben említik először. A falu a kreuzensteini uradalomhoz tartozott, amelynek a 12. századtól a Formbach grófok voltak a birtokosai. Egyházközségének 1260-tól a Teuton lovagrend, 1451-től a waldhauseni apátság felügyelte. A harmincéves háború során, 1645-ben Kreuzenstein várát a svédek lerombolták. 1702-ben a birtokot a Wilczek grófok szerezték meg (a vár máig az ő tulajdonuk). 1879-ben Hans Wilczek historizáló stílusban újjáépítette a várat.
A második világháború végén a község a frontvonalba került és 1945. április 15.-május 17. között épületei súlyos károkat szenvedtek.
Leobendorfot 1983-ban emelték mezővárosi rangra.

## Lakosság
A leobendorfi önkormányzat területén 2021 januárjában 4973 fő élt. A lakosságszám 1951 óta erőteljesen gyarapodó tendenciát mutat, azóta több mint kétszeresére nőtt. 2019-ben az ittlakók 92,7%-a volt osztrák állampolgár; a külföldiek közül 1,8% a régi (2004 előtti), 3% az új EU-tagállamokból érkezett. 1,7% az egykori Jugoszlávia (Szlovénia és Horvátország nélkül) vagy Törökország, 0,8% egyéb országok polgára volt. 2001-ben a lakosok 77,5%-a római katolikusnak, 3,2% evangélikusnak, 1,1% ortodoxnak, 1,6% mohamedánnak, 13,4% pedig felekezeten kívülinek vallotta magát. Ugyanekkor 10 magyar élt a mezővárosban; a legnagyobb nemzetiségi csoportot a németek (94,3%) mellett a szerbek alkották 1,4%-kal.
A népesség változása:

| 2016 | 4 872 |
| 2018 | 4 847 |

## Látnivalók
- Kreuzenstein vára 1874-1906 között épült
- a Szt. Márk-plébániatemplom
- az 1636-ban épült katolikus plébánia

## Testvértelepülések
- Laufen Leobendorf városrésze (Németország)

## Fordítás
- Ez a szócikk részben vagy egészben  a   Leobendorf című német Wikipédia-szócikk ezen változatának fordításán alapul.  Az eredeti cikk szerkesztőit annak laptörténete sorolja fel. Ez a jelzés csupán a megfogalmazás eredetét és a szerzői jogokat jelzi, nem szolgál a cikkben szereplő információk forrásmegjelöléseként.